# Canal de Valmayor
El Canal de Valmayor es un canal de transporte de agua del Canal de Isabel II, empresa que suministra el agua a la ciudad española de Madrid, que enlaza el embalse de Valmayor, con el nudo de Majadahonda. Tiene una longitud de 17,4 km y una capacidad de conducción de 6 m³/s. Su entrada en servicio tuvo lugar en el año 1976.
Desde el año 1993 estas aguas proceden, aparte del río Aulencia, en cuyo cauce está construido el embalse, y del trasvase de las Nieves, desde el azud de las Nieves en el río Guadarrama, construido al mismo tiempo que la presa, del río Alberche a través del trasvase San Juan-Valmayor.
En el año 2009 se terminó de construir la primera fase del tramo 4º del segundo anillo principal de distribución de agua potable de la Comunidad de Madrid, que transcurre paralelo al canal de Valmayor, que en esta fase tiene una capacidad de 3 m³/s y cuando se ejecute la segunda fase igualará la capacidad del canal primitivo
En el año 2011 están terminadas las obras de la ampliación de la Estación de Tratamiento de Agua Potable de Valmayor, que trata las aguas que conduce este canal. Aunque están realizadas las obras de ampliación del canal de agua desde el embalse a la ETAP, en esta fecha, faltan obras en la torre de toma que impiden captar el caudal proyectado de 12 m³/s.
En el año 2006 se adjudicó el proyecto constructivo de una minicentral eléctrica para aprovechar la energía de las aguas al salir del tubo de presión de la torre de toma, al canal por gravedad que conduce a la ETAP. La adjudicación fue simultánea a la de la minicentral del embalse de Pedrezuela. Mientras se procedió a la ejecución de esta obra, ya en funcionamiento, la de Valmayor se encuentra en el año 2011 sin ejecutar, aunque hay declaraciones del presidente del Canal de Isabel II, de las intenciones de proceder a ello.

## Descripción detallada
Este canal toma sus aguas de la torre de toma situada junto al dique del embalse de Valmayor, con tomas a las cotas de 794,56; 810,62 y 824,68 m s. n. m., saliendo la conducción del embalse con una cota de solera de 798,12 m s. n. m. y circulando el agua a presión hasta un dispositivo de rotura de carga, desde donde parte el canal por gravedad.
Un primer tramo del canal primitivo era de sección ovoidea, con una cota de origen de 796,06 m s. n. m., con 2,40 m de ancho y 2,50 m de altura y de 1,9 km de longitud conduce las aguas a la Estación de Tratamiento de Agua Potable de Valmayor, donde es tratada. Este tramo ha sido sustituido por uno de mayor sección que permitirá duplicar la capacidad de aquel.
A la salida de la ETAP y del depósito construido junto a ella, el canal cruza por un túnel el cerro del Madroñal mediante una tubería de 2 m de diámetro con una longitud de 2,9 km. A la salida de este túnel la conducción pasa a estar constituida por dos tuberías de 1.600 mm de diámetro y 12,5 km de longitud, que salvan algunos tramos por acueductos, algunos como el del río Guadarrama y el arroyo de El Plantio soportados por columnas y que llevan el agua hasta el nudo de Majadahonda, junto a la ETAP allí ubicada.
La nueva conducción está construida de una forma bastante similar a la antigua. Se ha ejecutado, en esta primera fase, un túnel paralelo al existente con una tubería de 2 m de diámetro, que en su momento permitirá el paso del caudal total. En el resto del recorrido, en esta fase, solo se ha montado un tubo de 1.600 mm, lo que limita el caudal de este nuevo canal a 3  m³/s, que sumado al del antiguo permitirá el paso de 9 m³/s, hasta tanto sea ejecutada la segunda fase del proyecto.